# Czernoborskij
Czernoborskij (ros. Черноборский) – osiedle w Rosji, w obwodzie czelabińskim, w rejonie czesmieńskim. W 2010 liczyła 1350 mieszkańców.